# Dwin Artaszat
Dwin Artaszat (orm. „Դվին“ Ֆուտբոլային Ակումբ Արտաշատ, "Dwin" Futbolajin Akumby Artaszat) – ormiański klub piłkarski z siedzibą w mieście Artaszat.

## Historia
Chronologia nazw:
- 1982–1992: Olimpija Artaszat (orm. «Ոլիմպիյա» Արտաշատ)
- 1992–1995: FC Artaszat (orm. «Արտաշատ» ՖԱ)
- 1995–1999: Dwin Artaszat (orm. «Դվին» Արտաշատ)

Klub Piłkarski Olimpia Artaszat został założony w 1982 roku i debiutował w Drugiej Lidze, strefie 9 Mistrzostw ZSRR, w której grał do 1984, kiedy to zajął ostatnie 16. miejsce i pożegnał się z rozgrywkami na szczeblu profesjonalnym.
Po uzyskaniu przez Armenię niepodległości, w 1992 jako FC Artaszat' debiutował w Aradżin chumb. W 1995 zmienił nazwę na Dwin Artaszat. W sezonie 1996/97 zdobył awans do Bardsragujn chumb. W 1999 zajął 8. miejsce, ale z przyczyn finansowych zrezygnował z dalszych występów i został rozformowany.

## Sukcesy
- Mistrzostwo Armenii: 7. miejsce (1998)
- Puchar Armenii: 1/4 finału (1998/99)